# ديانغلو تيسون
ديانغلو تيسون (بالإنجليزية: DeAngelo Tyson)‏ هو لاعب كرة قدم أمريكية أمريكي، ولد في 12 أبريل 1989 في سافانا في الولايات المتحدة.

## وصلات خارجية
- ديانغلو تيسون على موقع إي إس بي إن.كوم (أن.أف.أل)3
- ديانغلو تيسون على موقع مرجع كرة القدم المحترفة.كوم (الإنجليزية)